# Centaurée jacée
Centaurea jacea
Espèce
Classification phylogénétique
Statut de conservation UICN

 LC  : Préoccupation mineure
La Centaurée jacée (Centaurea jacea), appelée aussi tête de moineau, fleur de galant, herbe d'amour, bleuet rose ou ambrette, est une espèce de plante à fleurs de la famille des Astéracées.

## Description
C'est une plante herbacée vivace. La couleur de son inflorescence va du rose au pourpre. Comme la pâquerette, la centaurée jacée ne possède pas une fleur unique mais un capitule de petites fleurs. La centaurée jacée a une particularité : si l'on coupe sa tige après sa première floraison, elle peut refleurir en automne. Fleurs mauves ;  feuilles rugueuses, entières, lancéolées ;  plante poilue ;  mesure entre 20 et 90 cm.

## Utilisations

### Alimentaire
La racine de Jacée était autrefois épluchée et lavée pour être léchée ou sucée fraîche comme un bâton de réglisse apportant une sensation sucrée et rafraîchissante. Les jeunes feuilles qui ont une amertume prononcée peuvent être mangées en salades ou comme légume cuit. Les fleurs comestibles peuvent décorer les plats.

### Médicinale
Bon tonique amer, la racine de centaurée jacée, comme celle de plusieurs centaurées, a des vertus diurétique, astringente, calmante, stomachique et digestive.

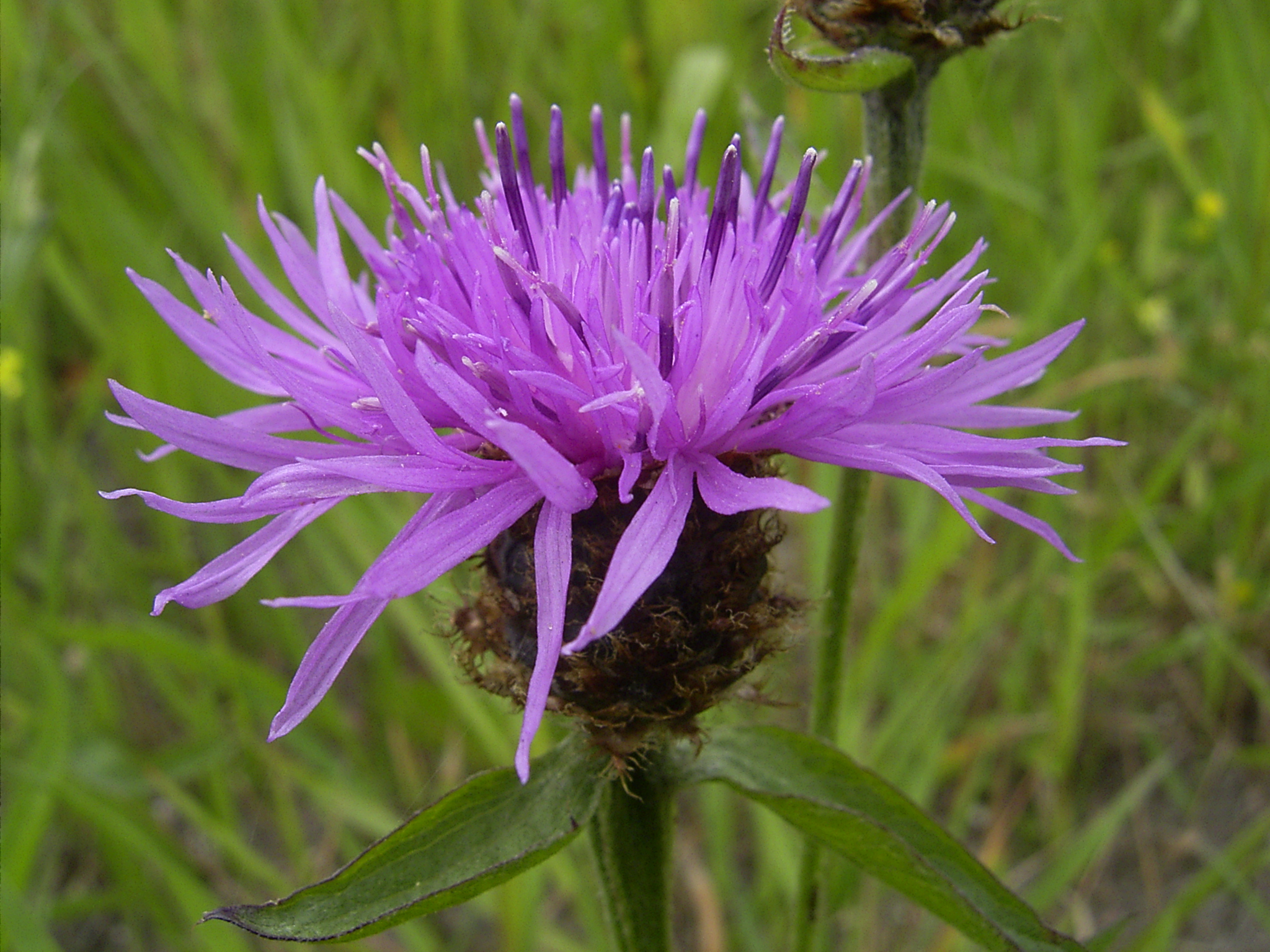
Fleur de Centaurée jacée.
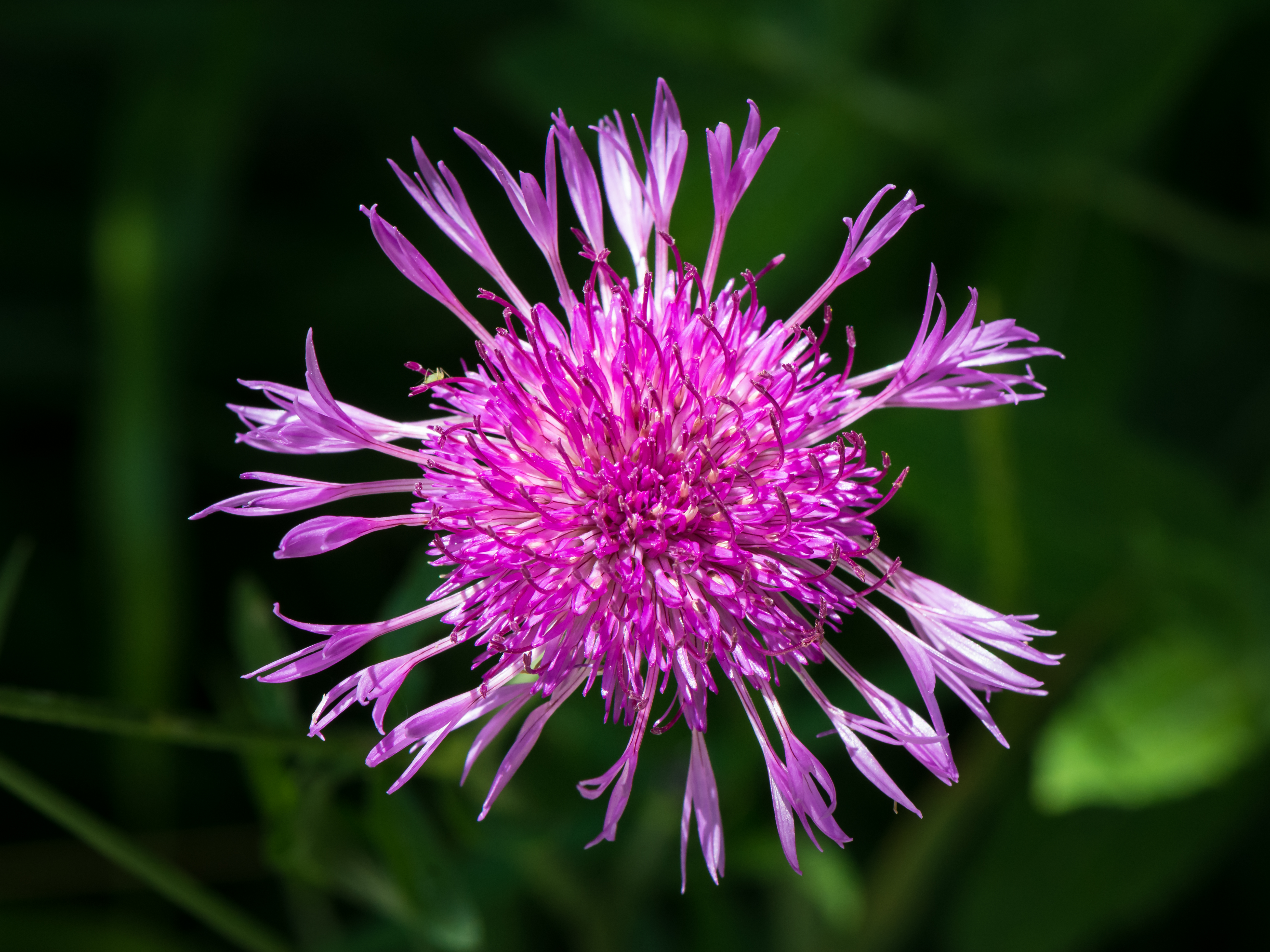
Fleur de Centaurée jacée.
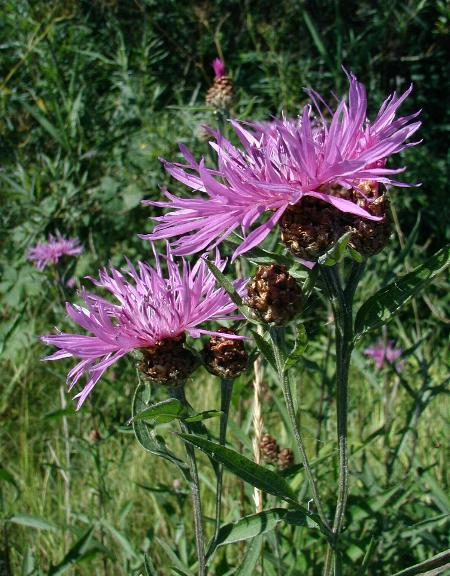
Fleurs de Centaurée jacée.
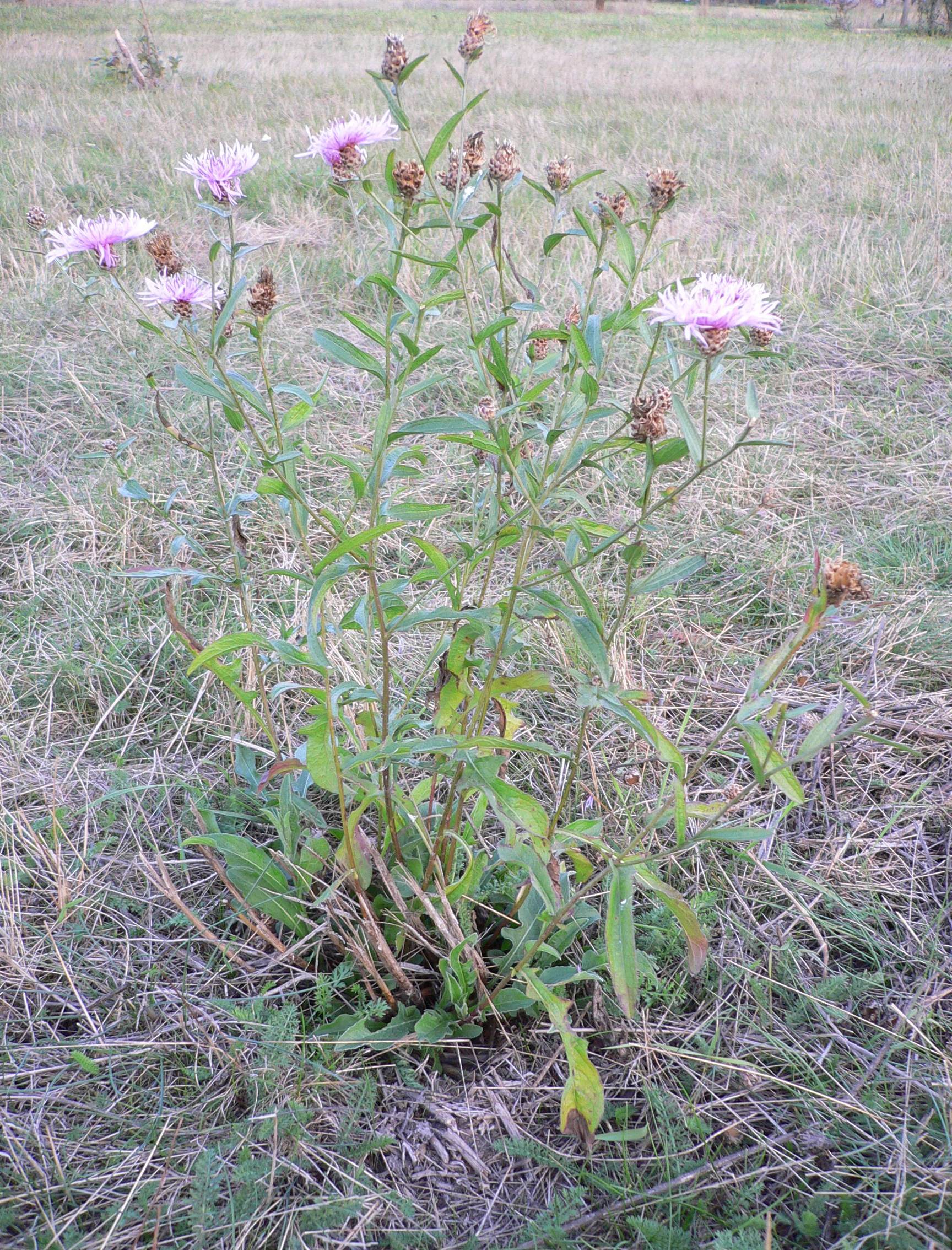
Centaurée jacée.
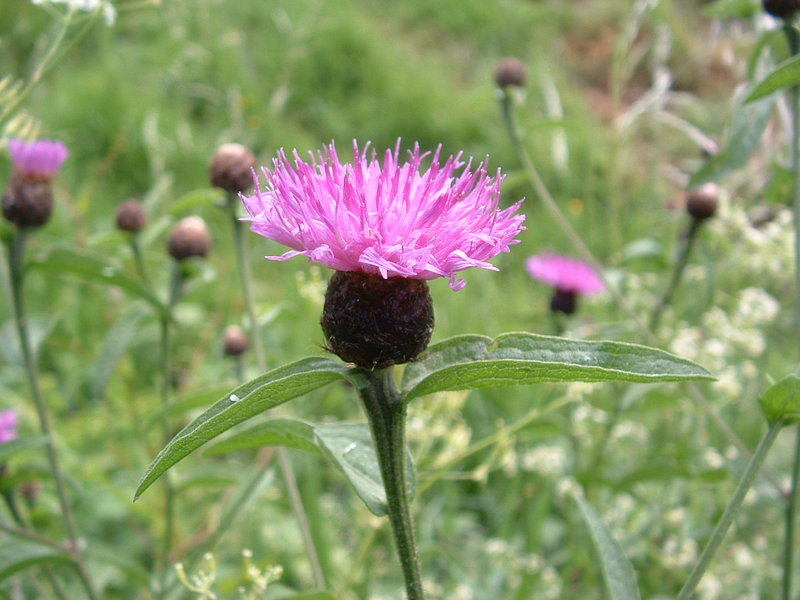
Fleur de Centaurée jacée.
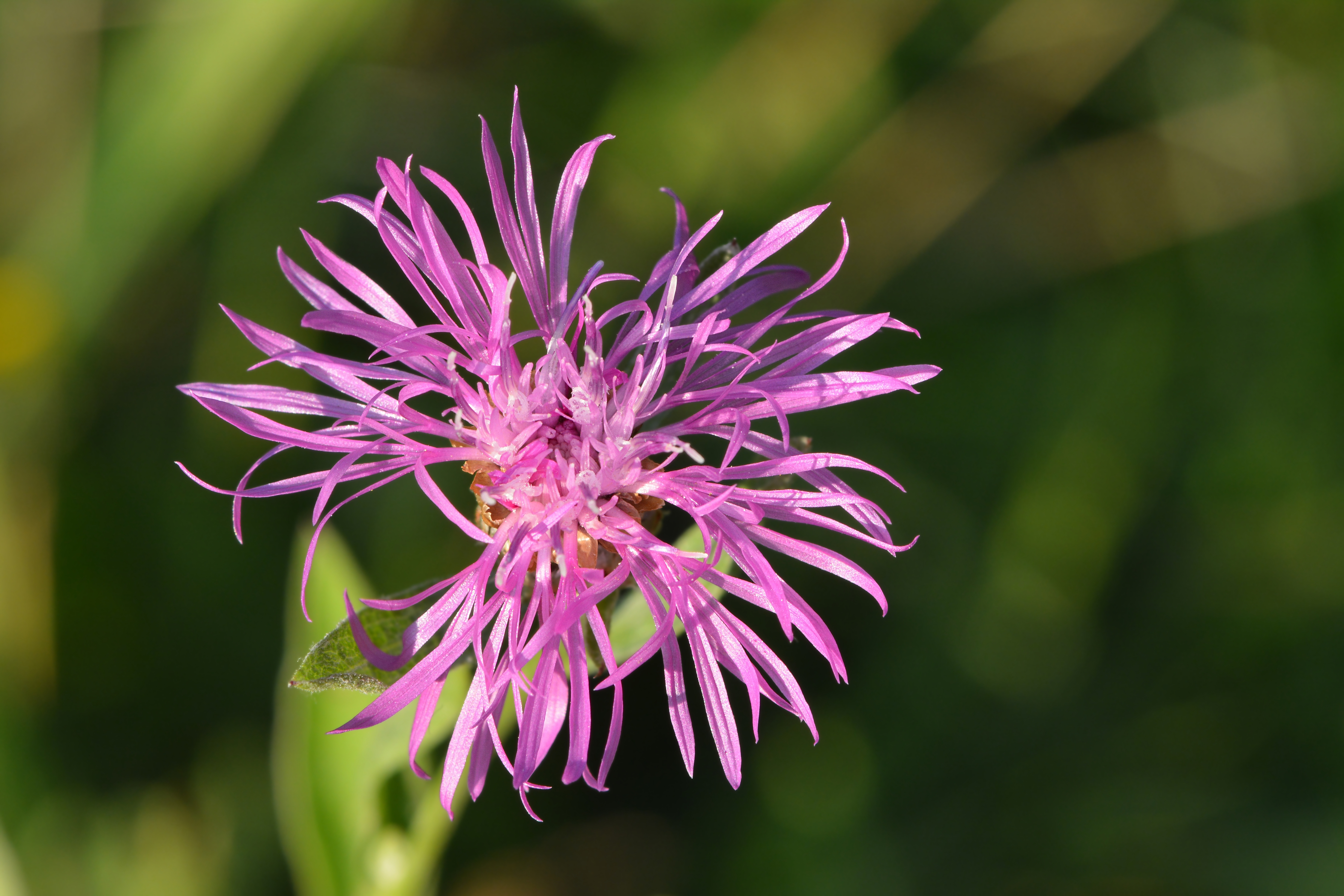
Fleur de Centaurea jacea.
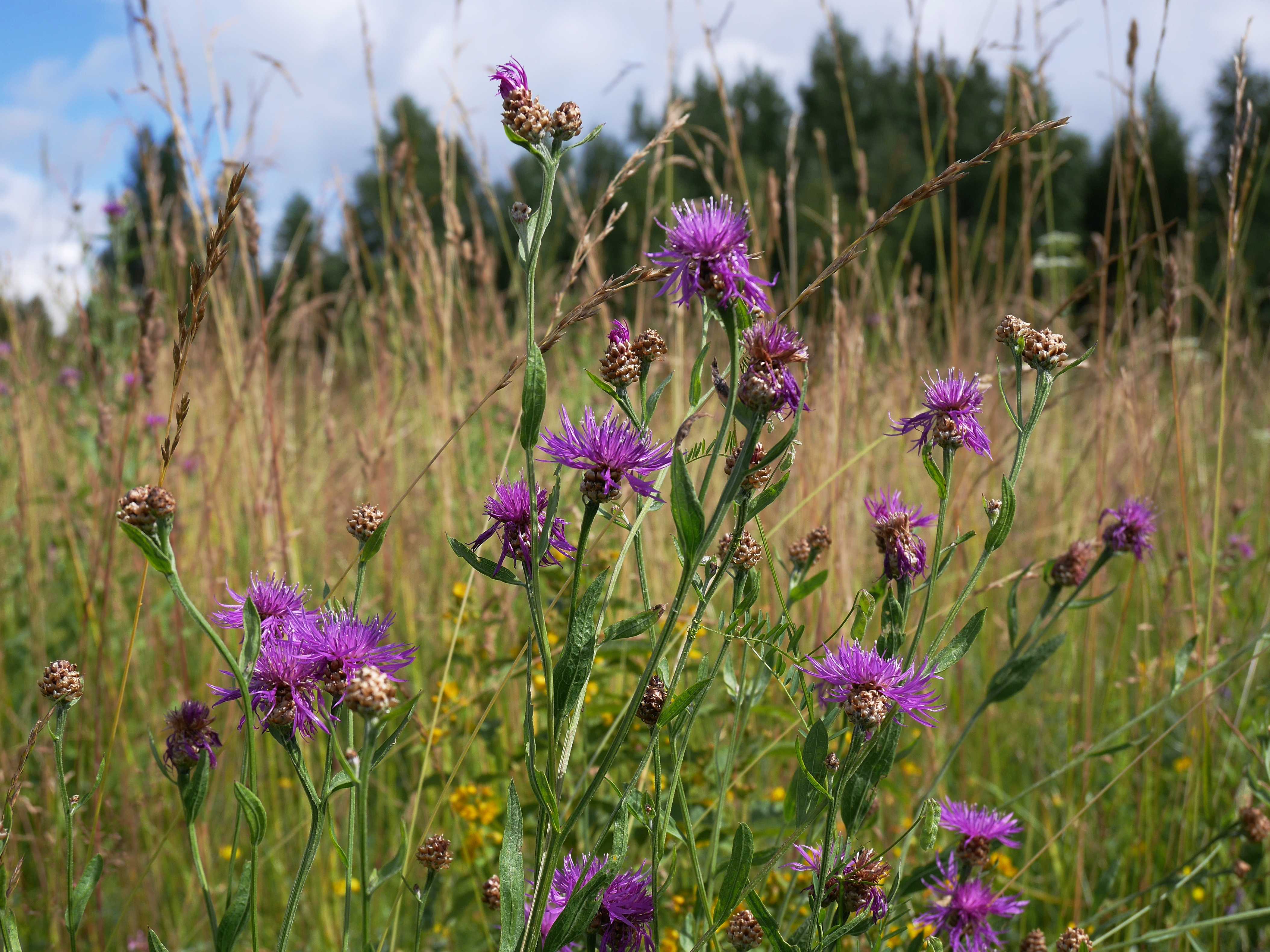
Centaurée jacée en Biélorussie.
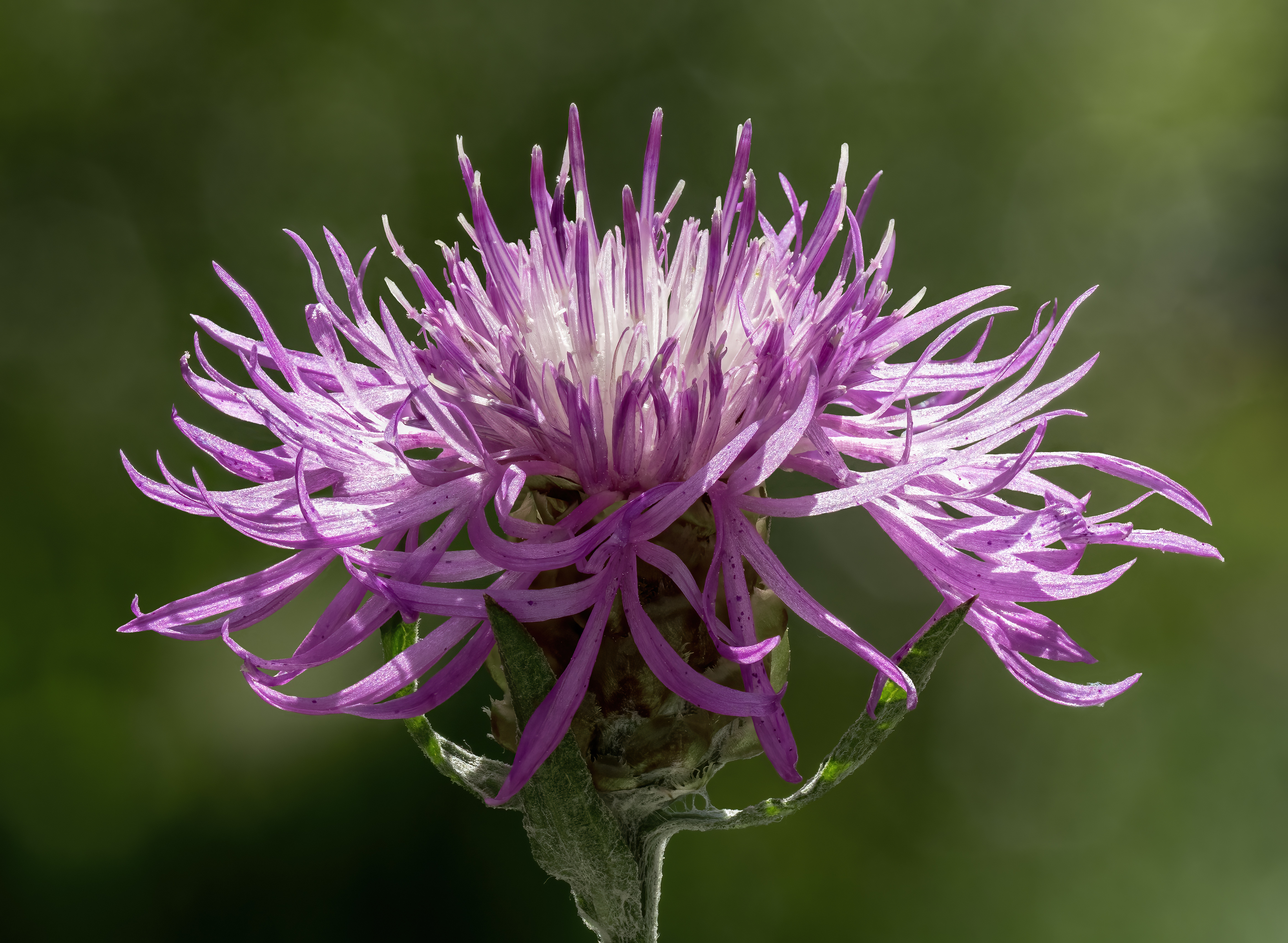
Centaurée jacée en Allemagne.